# Salsa wow-wow
La salsa wow-wow (a veces denominada salsa bow wow) es una salsa supuestamente creada por William Kitchiner de Londres a principios del siglo XIX. Contiene oporto, vinagre de vino, perejil, pepinos en escabeche o pickle de nueces, mostaza inglesa y ketchup de champiñones en una base de caldo de res, harina y mantequilla. Aparece una receta en Enquire Within Upon Everything (edición 88, 1894).
Se parodia como salsa del mismo nombre en las novelas de Mundodisco de Terry Pratchett. Una variante de la receta del mundo real anterior se publica en The Discworld Companion y Nanny Ogg's Cookbook.